# Vítězslav Novák

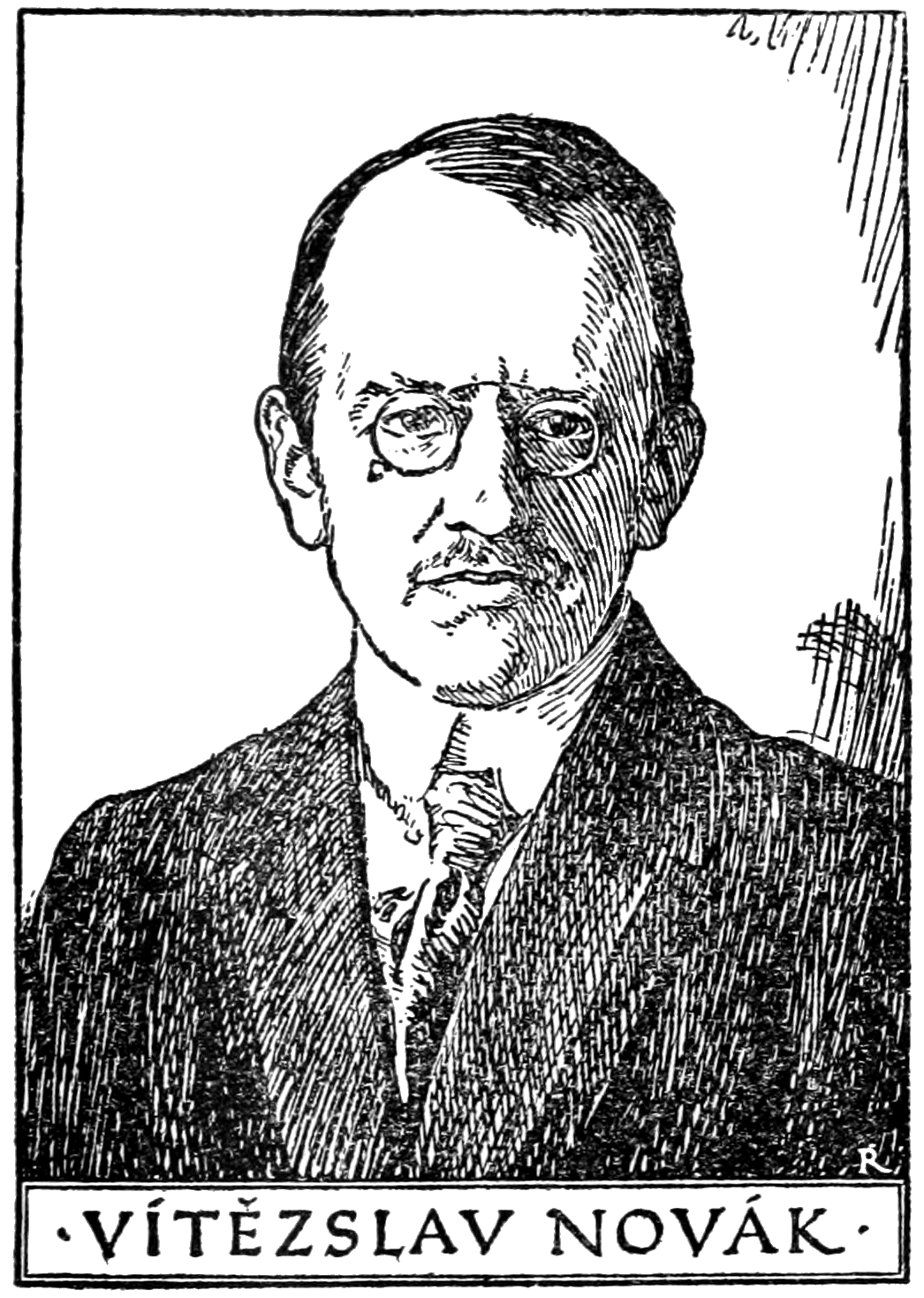

Vítězslav Augustín Rudolf Novák (Kamenice nad Lipou (Bohemen), 5 december 1870 – Skuteč, 18 juli 1949) was een Tsjechische componist in de laatromantische traditie.

## Lijst van composities
- Toneelwerken
  - Zvíkovský rarášek, op. 49 (komische opera), 1913-1914;
  - Karlštejn, op. 50 (opera), 1914-1915;
  - Lucerna, op. 56 (muzieksprookje), 1919-1922;
  - Dedův odkaz, op. 57 (opa’s nalatenschap) (opera), 1922-1925;
  - Signorina Gioventu, op. 68 (ballet pantomime), 1926-1928;
  - Nikotina, op. 59 (ballet pantomime), 1929;
  - Žižka, op.78 (toneelmuziek), 1948

- Orkestwerken
  - Korzár, overture naar Byron, 1892;
  - Serenade, op. 9, voor klein orkest, 1894-1895, revisie 1949;
  - Pianoconcert, 1895;
  - Maryša, op. 18, dramatische overture, 1898;
  - V Tatrách (in het Tatra gebergte), op. 26, symfonisch gedicht, 1902;
  - Slovácká svita, op. 32 (Slowaakse suite), voor klein orkest,1903;
  - O večné touze, op. 33 (het eeuwige verlangen), naar Hans Christian Andersen, 1903-1905;
  - 2 Valašské tance, op. 34, 1904:
  - Serenade, op. 36, voor klein orkest, 1905;
  - Toman a lesní panna, op. 40 (Toman en de bosnimf), symfonisch gedicht, 1906-1907;
  - Lady Godiva, op. 41, overture naar de tragedie van Vrchlicky, 1907;
  - Pan, op. 43, symfonisch gedicht, orkestratie van gelijknamig pianowerk, 1910;
  - Jihočeská svita, op. 64 Zuid-Boheemse suite, 1936-1937;
  - De Profundis, op. 67, symfonisch gedicht‚ 1941;
  - Svatováclavský triptych, op. 70 (St. Wenceslas triptiek), voor orgel en orkest, 1941

- Koorwerken met solisten en orkest
  - Bouře, op. 42 (de storm), voor solisten, koor en orkest, 1908-1910;
  - Svatební košile, op. 48, naar Erben, voor solisten, koor en orkest, 1912-1913;
  - 3 české zpěvy, op. 53 (3 Tsjechische liederen), voor mannenkoor en orkest, 1918;
  - Podzimní symfonie, op. 62 (Herfstsymfonie), voor koren en orkest, 1931-1934;
  - Májová symfonie, op. 73 (Meisymfonie), voor solisten, koor en orkest, 1943;
  - Hvězdy (Sterren), voor vrouwenkoor en orkest, 1949

- Liederen voor stemsolist en orkest
  - Melancholické písně o lásce, op. 38 (melancholieke liederen over de liefde), voor sopraan en orkest, 1906;
  - 2 romances, op. 63 (tekst van Jan Neruda), 1934;
  - In memorian, op. 65, 4 liederen voor mezzosopraan, strijkorkest, harp en tamtam, 1936-1937;
  - 2 legendy na slova lidové‚ poesie moravské, op. 76 (2 legendes op Moravische volkspoëzie), voor mezzosopraan en orkest, 1944

- Bibsys: 5031014
- Biblioteca Nacional de España: XX1339634
- Bibliothèque nationale de France: cb12479150k (data)
- CiNii: DA12269921
- Gemeinsame Normdatei: 119095165
- International Standard Name Identifier: 0000 0001 0886 7512
- Library of Congress Control Number: n80096729
- Nationale Bibliotheek van Letland: 000178723
- MusicBrainz: 0679773f-f61d-47b1-92ce-2ee1d8974e9f
- Nationale Bibliotheek van Tsjechië: jk01090543
- Nationale bibliotheek van Australië: 35809985
- Nationale Bibliotheek van Israël: 987007282693105171
- Nationale Bibliotheek van Polen: a0000001811434
- Nationale en Universitaire bibliotheek Zagreb: 000081092
- Nederlandse Thesaurus van Auteursnamen: 072308788
- Réseau des bibliothèques de Suisse occidentale: 02-A003646777
- Istituto Centrale per il Catalogo Unico: VEAV059043
- SNAC: w68m0mpx
- Système universitaire de documentation: 09453148X
- Trove: 1097678
- Virtual International Authority File: 34558694
- WorldCat: E39PBJtMqQmk9rxyq8TdVhTT73